# Bacille d'Eberth
Le bacille d'Eberth ou Salmonella Typhi est un sérovar de Salmonella enterica, un bacille du genre Salmonella découvert par Karl Joseph Eberth en 1880 et isolé l’année suivante par Georg Gafky.
Ce bacille est responsable de la fièvre typhoïde ou typhoïde. On le trouve dans les eaux et dans le sang des typhoïdiques. Il revêt des formes diverses et reste isolé. Il est muni de cils sur son pourtour, se multiplie dans l'intestin, provoquant la maladie infectieuse nommée « fièvre typhoïde ».